# Ba U
Ba U (Pathein, 26 maggio 1887 – Yangon, 9 novembre 1963) è stato un politico birmano, Presidente della Birmania dal 1952 al 1957.
| Controllo di autorità | VIAF (EN) 29481453 · ISNI (EN) 0000 0000 5286 168X · LCCN (EN) nr2004002856 |